# Electronic Meditation
Electronic Meditation es el álbum debut del grupo alemán de música electrónica Tangerine Dream. Editado en 1970 por el sello Ohr, y categorizado dentro del género krautrock, el proceso de composición y producción comenzó en otoño de 1969 con Edgar Froese, Klaus Schulze y Conrad Schnitzler.
Jim Brenholts, en su reseña para AllMusic, incide en que "el álbum no está exento de defectos pero es intenso en muchos sentidos y revela un gran porvenir. Timbres, pasajes y texturas salvajemente experimentales dominan este mundo sonoro. Llevando un esfuerzo de rock & roll a un sonido decididamente vanguardista el álbum logra ser muy accesible y es difícil que disguste.(...) Es muy similar a la música de Pink Floyd y Amon Düül".

## Producción
Durante 1969 Edgar Froese fundó Tangerine Dream como un grupo musical centrado en la experimentación y la vanguardia sonora. A lo largo del otoño e invierno del mismo año incorporó al proyecto a Klaus Schulze y a Conrad Schnitzler configurando la primera alineación del grupo.

"En 1969 conocí a Klaus Schulze en Berlín. Era un baterista muy malo pero tenía esa especie de locura que andaba buscando.(...) Todas las personas que pasaron por la banda (en los años 70) entraron porque tenían algún tipo de locura. Eso es lo que pienso. Es el tipo de música que no puedes crear si eres una persona absolutamente normal."
Edgar Froese (Neumusik, enero de 1980) 

Para la grabación el grupo alquiló un antiguo edificio industrial en desuso en los que comenzaron las sesiones de grabación a partir de bucles registrados en cinta magnética con claro afán experimental. También participaron en las sesiones de grabación Jimmy Jackson (órgano) y Thomas Keyserling (flauta) aunque ambos no figuraran en los créditos del álbum original.

"Electronic Meditation fue hecho por completos aficionados. No pudimos manejar correctamente nuestro equipo y durante ese período de grabación no logramos que ninguna compañía discográfica se interesara por él."
Edgar Froese (Neumusik, enero de 1980) 

Una versión demo de esas sesiones llegó a manos del propietario del sello discográfico Ohr Records y al productor Peter Meisel de Berlín. Finalmente, tras otorgar el presupuesto suficiente para entre otros elementos incluir unos añadidos de guitarra y órgano por parte de Froese, acordaron publicarlo siempre que la compañía tuviera el control sobre el título del álbum y el diseño gráfico del mismo.

"Grabamos y presentamos en concierto Electronic Meditation. Para mí es el primer álbum electrónico. Edgar tocaba la guitarra, el órgano Schnitzler y yo tocaba la batería con muchos efectos. Estábamos experimentando con muchas cosas al azar e inventando nuestros propios sonidos. Recuerdo que Conrad tenía una copa de metal llena de trozos de vidrio en los que colocó un micrófono conectado a las máquinas. Toqué muchos y diferentes sonidos de percusión que luego fueron modificados a través de las máquinas. Fue genial estar en una banda abierta a tanta experimentación."
Klaus Schulze (Tangents, diciembre de 1994) 

El álbum se ha publicado en diferentes formatos y ha sido reeditado con posterioridad. En 1987 se publicó por primera vez en disco compacto con un cambio en el diseño gráfico para la edición publicada en Reino Unido. En 1996 se publicó una edición remasterizada, a partir de los máster originales, con una portada prácticamente similar a la original. En 2004 se publicó una edición, réplica exacta de la original, para el mercado de Japón. Durante 2012 el sello británico Esoteric Records incluyó Electronic Meditation dentro de un amplio programa de reedición de los primeros álbumes de Tangerine Dream. El mismo año, con motivo del Record Store Day, se publicó una edición limitada de 1000 copias en disco de vinilo que incluye modificaciones en el diseño y fotografías y está dedicado a la memoria de Conrad Schnitzler (fallecido en 2011).

## Lista de temas
| N.º   | Título                                                                | Escritor(es)                                 | Duración |  |
| 1.    | «Geburt (Genesis)»                                                    | Edgar Froese Klaus Schulze Conrad Schnitzler | 5:57     |  |
| 2.    | «Reise Durch Ein Brennendes Gehirn (Journey Through A Burning Brain)» | Edgar Froese Klaus Schulze Conrad Schnitzler | 12:26    |  |
| 3.    | «Kalter Rauch (Cold Smoke)»                                           | Edgar Froese Klaus Schulze Conrad Schnitzler | 10:38    |  |
| 4.    | «Asche Zu Asche (Ashes To Ashes)»                                     | Edgar Froese Klaus Schulze Conrad Schnitzler | 4:06     |  |
| 5.    | «Auferstehung (Resurrection)»                                         | Edgar Froese Klaus Schulze Conrad Schnitzler | 3:27     |  |
| 36:37 |                                                                       |                                              |          |  |

## Personal
- Edgar Froese – guitarras de seis y doce cuerdas, órgano, piano, efectos de sonido y cintas magnetofónicas
- Conrad Schnitzler – chelo, violín y máquina de escribir
- Klaus Schulze – batería, percusión y palos metálicos
- Jimmy Jackson – órgano
- Thomas Keyserling – flauta
- Paul Russel - textos
- Hans Ulrich Weigel - producción
- Klaus Freudigmann - ingeniero de grabación y producción